# Kenttäsaari (ö i Lappland, Norra Lappland, lat 68,89, long 27,36)
Kenttäsaari, nordsamiska: Kieddsuálui, är en ö i Finland. Den ligger i sjön Enare träsk och i kommunen Enare i den ekonomiska regionen Norra Lappland och landskapet Lappland, i den norra delen av landet, 1 000 km norr om huvudstaden Helsingfors. Öns area är 80,4 hektar och dess största längd är 2,1 kilometer i nord-sydlig riktning.